# ボズネセンスクの戦い
ボズネセンスクの戦い（ボズネセンスクのたたかい、英: battle of Voznesensk）は、2022年3月に起こったロシア軍とウクライナ軍の戦闘である。2022年ロシアのウクライナ侵攻におけるウクライナ南部攻勢の一部にあたる。
ヘルソンを占領したロシア軍はムィコラーイウ州ムィコラーイウに向かって西進し、ムィコラーイウを攻撃する一方で、一部の部隊が分離し、ボズネセンスクでウクライナ軍との戦闘になった。ロシア語話者が多数派の都市は、南ブーフ川を渡る橋があり、南ウクライナ原子力発電所に近いために、ロシア軍にとって戦略的に重要だと思われていた。

## 第一次
2022年3月2日、ロシア黒海艦隊の第126独立沿岸防衛旅団の部隊が、南ブーフ川を渡る橋を目指して、ムィコラーイウからボズネセンスクに向かって北西に進軍した。この部隊は兵士400人と戦車43両からなるものと思われていた。
ボズネセンスク市長で指揮官の一人であるエウヘニー・ヴェリチコは、現地のビジネスマンがウクライナ軍に協力して、ロシア軍に備えて道路に無数のバリケードを設置し、メルトヴォヴォード川にかかる橋を破壊するとともに、ロシア軍が渡れないように川の岸を掘り下げたと発言した。
ロシア軍が砲撃して戦闘が勃発し、複数の建物が損害を受けた。ロシアの空挺兵が南西部に投入され、戦車部隊が南西から進軍し、近隣のラコベに入った。狙撃兵が複数の家屋に拠点を作り、ロシア軍は現地のガソリンスタンドに基地を置いた。装甲兵員輸送車がウクライナ領土防衛隊の基地を砲撃し、複数のウクライナ兵士が死亡した。ロシア軍はボズネセンスクに押し入ることはできなかった。ウクライナ軍がロシア軍の拠点を砲撃し、ロシア軍に迫撃砲を設置させなかった。
日暮れ頃に、ロシアの戦車が都市を砲撃したが、反撃に遭い後退した。同時に、ウクライナ軍はロシア陣営を砲撃して複数のロシア戦車を破壊し、歩兵がアメリカが供給したFGM-148 ジャベリンで攻撃し、少なくとも戦車3両を破壊した。またロシアのMil Mi-24を撃墜することに成功した。3月3日には、ロシア軍が装備と車輌を放棄して撤退したが、その途上でラコベを砲撃し、病院に直撃し、また、村を荒した。ロシアの戦車隊は南東64キロメートルの地点まで撤退した。
最終的に、ロシアの戦車30両が放棄され、そのうち15両をウクライナ軍が鹵獲した。現地当局によれば、ロシア軍の兵士およそ100人が戦死、10人が捕虜になったという。ウクライナ軍は、主に領土防衛隊で死傷者が生じた。また、市民12人が戦闘で死亡した。

## 第二次
3月9日、ロシア軍が再びボズネセンスクで攻撃を実行した。ウクライナ軍は破壊された橋の付近で防御態勢を整えた。翌日、ロシア軍が占領したが、ウクライナ軍が3日後の13日に奪回した。
現地のウクライナ軍は、ロシア軍が攻撃を続行すると想定して、第二次攻勢以降、都市の要塞化を進めている。